# جمال أباد (شمس أباد)
جمال أباد (بالفارسية: جمال‌آباد) هي قرية تقع في إيران في مركزي. يقدر عدد سكانها بـ 349 نسمة .